# Kopaczów (železniční zastávka)
Kopaczów je zrušená železniční zastávka na trati Liberec–Zittau, ve vesnici Porajów mezi stanicemi Zittau a Hrádek nad Nisou, nedaleko trojzemí Česka, Německa a Polska. Ležela při ulici Kolejowa a v nadmořské výšce 242 m n. m.